# بوبي شيبرد
بوبي شيبرد (بالإنجليزية: Bobby Shepherd)‏ هو قاضي أمريكي، ولد في 18 نوفمبر 1951 في أركدلفيا في الولايات المتحدة.

## وصلات خارجية
- بوبي شيبرد على موقع إن إن دي بي (الإنجليزية)